# Grozești (Iași)
Grozeşti é uma comuna romena localizada no distrito de Iaşi, na região de Moldávia. A comuna possui uma área de 21.47 km² e sua população era de 1851 habitantes segundo o censo de 2007.